# تهوية ميكانيكية
التهوية الميكانيكية (بالإنجليزية: Mechanical ventilation)‏ يعني استخدام جهاز ميكانيكي لمساعدة التنفس وهو بذلك يختلف عن المصطلح الأشمل التهوية الاصطناعية والذي يعني مساعدة تنفس المريض سواء بواسطة جهاز أو آلة أو عن طريق النفخ في فم أو أنف المريض خلال عملية الإنعاش القلبي الرئوي.

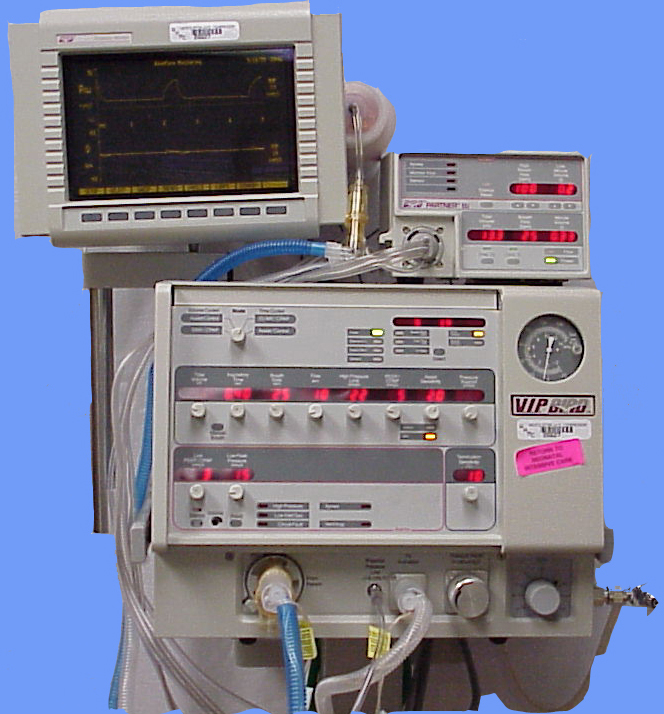
جهاز تنفس صناعي

في الطب التنفس الميكانيكي أو التهوية الميكانيكية: (بالإنجليزية: Mechanical ventilation)‏ هي طريقة ميكانيكيه لمساعدة أو استبدال التنفس التلقائي في حال حدوث توقف للتنفس الطبيعي أوحدوث فشل في وظائف التنفس.
ويعتبر تطور مفهوم وتكنولوجيا التنفس الصناعي حجر الأساس في تطور علم طب الحالات الحرجة الحديث.

## نظرة عامة
يتم التنفس الصناعي من خلال جهاز ميكانيكي يسمى جهاز التنفس الصناعي (Mechanical ventilator) أو في الحالات الطارئة من خلال بالون مطاطي متصل بصمام وقناع (Bag Valve Mask) يستخدمه يدويا الطبيب أو أي شخص مناسب لضخ الهواء لفم أو لقصبة المريض الهوائية لإحداث عملية شهيق اصطناعية والسماح بالزفير (غالبا يتم ذلك من خلال عملية الإنعاش القلبي الرئوي CPR) وذلك لحين توافر جهاز التنفس الصناعي أو تحسن حالة المريض.
تقليديا ينقسم مفهوم التنفس الصناعي إلي:
•التنفس الصناعي سلبي الضغط، ويتم من خلال جهاز يساعد علي امتصاص الهواء إلى الرئتين (وهذا الشكل من مساعدة التنفس لم يعد يستخدم حالياً).
•التنفس الصناعي إيجابي الضغط ،وهو المستخدم حاليا بشكل حصري.
ويوجد أشكال كثيرة لتوفير المساعد التنفسية إيجابيه الضغط، يعتمد اختيار أنسبها لحالة المريض علي عوامل كثيرة وأهمها التالي:
1-	التكوين الطبيعي(التشريح) الخاص بالجهاز النفسي الأعلى في الإنسان والذي يتضمن الفم والأنف والحنجرة إلي جانب وجود مدخل البلعوم والمريء خلف مدخل الحنجرة مباشرةً.
2-	ضرورة ضمان دخول الهواء (المدفوع بضغط عالي) عبر الحنجرة إلي القصبة الهوائية ومن ثم إلي الرئة. وعدم دخوله عبر البلعوم للمريء.
3-	ضرورة ضمان عدم حدوث استنشاق المريض لمواد ضارة (مثل القيء أواللعاب) ويتطلب كل ذلك تأمين لمجري الهواء وبخاصة في المرضي ذوي الوعي المضطرب (الغيبوبة أو المخدرين).
4-	ضرورة عدم حدوث تسرب للهواء لضمان حدوث تنفس مجدي.
و بناء علي العوامل السابقة ينقسم التنفس الصناعي إيجابي الضغط إلي:

### تنفس صناعي غير غازي (Noninvasive)
حيث الهواء (أو مزيج من الهواء الجوي والأكسجين النقي) يتم دفعه إلي الفم عن طريق قناع مثبت بإحكام علي وجه المريض.و يستخدم فقط في حالة المريض الواعي والقادر علي حماية مجري الهواء الخاص به.

### تنفس صناعي غازي (Invasive)
وهو الأكثر شيوعا، حيث الهواء(أو مزيج من الهواء الجوي والأكسجين النقي) يتم دفعه إلي القصبة الهوائية عن طريق أنابيب بلاستيكية تدعيأنبوب حنجري (endotracheal tube) يتم إدخالها إلي القصبة الهوائية. وهذه الأنبوبة تدخل إما عبر الفم أو عبر فتحة الأنف أو يتم عمل فتحة جراحية مباشره إلي القصبة الهوائية.
كما يمكن استخدام أنابيب خاصه تدعي القناع الحنجري (laryngeal mask) يتم إدخالها عبر الفم وتثبيتها علي مدخل الحنجرة بدون إدخال، وتستخدم بشكل محدود في العمليات قصيرة المدي وأيضا عندما يكون إدخال الأنبوب الحنجري متعذراً.
ويمكن استخدام التنفس الصناعي كتدبير على المدى القصير، على سبيل المثال، خلال العمليات الجراحية (في غرفة العمليات) أو المرض الحرج (في أغلب الأحيان داخل وحدة العناية المركزة).
كما يمكن استخدامه علي المدي الطويل في المنزل أو في مؤسسات التمريض أو إعادة التأهيل في حالة المرضى الذين يعانون من أمراض مزمنة تتطلب على المدى الطويل مساعدة أجهزة التنفس الصناعي.
التنفس الصناعي غالبا ما يكون تدخل لإنقاذ الحياة، ولكنه يحمل الكثير من المضاعفات المحتملة بما في ذلك استرواح الصدر (Pneumothorax)، وإصابة المجري الهوائي، والأضرار بالحويصلات الهوائية ونسيج الرئة وذات الرئة المرتبطة بالتنفس الصناعي.
في الكثير من أنظمة الرعاية الصحية استخدام أجهزة التنفس الصناعي كجزء من وحدة العناية المركزة محدود من حيث أعداد الأجهزة(غالية الثمن) وطواقم الأطباء والتمريض والفنيين المدربين علي التعامل علي هذه الأجهزة. كما أن بعض المرضي يمضون فترات طويلة علي جهاز التنفس مما يقلل عدد الأجهزة المتوافرة للاستخدام الطارئ بالمستشفيات.
و يحدث في بعض الأحيان أن يكون هناك مريض في حالة عاجلة لجهاز تنفس صناعي (ولمكان بالعناية المركزة) مع عدم توافر جهاز في المستشفي الذي يعالج بها، مما يؤدي إلى تأخر العلاج أو محاولة نقل المريض إلي مستشفي أخرى، مما يعرض المريض الحرج للمزيد من الأخطار.
وهذه المحدودية في الموارد تستلزم في بعض الأحيان اتخاذ قرارات صعبة تتضمن عدم وضع المريض الذي يعاني من مرض شديد ميؤوس الشفاء منه (مثل السرطان المتقدم وموت جذع المخ) علي جهاز التنفس، وأيضاً هناك الكثير من الجدال الأخلاقي حول مسألة فصل المريض عن جهاز التنفس الصناعي وجدوي استمرار المريض علي جهاز التنفس لفترات طويلة إذا لم يكن هناك أي تحسن مأمول علي المدى القريب أو البعيد.

## التاريخ
أول من تحدث عن التنفس الصناعي كان الطبيب العلامة الروماني جالينوس (Galen)، حيث تحدث عن أمكانية تمدد رئة الحيوان الميت إذا ما نفخ في قصبته الهوائية، أما العلامة أندرياس فيساليوس (Andreas Vesalius) كان أول من وصف إمكانية تركيب قصبة داخل حنجرة الحيوانات ونفخ رئتهم بهذة الطريقة. كما كان العالم جورج بو (George Poe, Jr ولد عام 1846 وتوفي عام 1914) أول من صمم جهاز تنفس صناعي لمعالجة الكلاب التي قام بخنقها معملياً.

### التنفس الصناعي سلبي الضغط
الرئة الحديدية : طورت عام 1929 ،و أستخدمت بكثافة خصوصاً مع وباء شلل الأطفال الذي أصاب العالم في الأربعينات من القرن الماضي. ,هي مكونة من صندوق طويل يوضع فيه جسم المريض كله ما عدا رأسه ورقبته تخرج من فتحة مطاطية تحيط بالرقبة لمنع تسريب الهواء.
ثم يغلق هذا الصندوق بإحكام ويشفط الهواء من حول جسم المريض بواسطة مضخة ميكانيكية فيتمدد قفصه الصدري وتمتلئ رئته بالهواء. وهكذا يحدث الشهيق وبعد ذلك يضخ الهواء داخلا مرة أخرى فتعود الرئة لحجمها الأصلي ويحدث الزفير وهذه الخطوات تمثل دورة تنفسية واحدة تحدث عدد من المرات كل دقيقة. وبينما الجسم مطمور داخل الصندوق فإن رأس المريض حر الحركة ويستطيع أن يأكل ويتحدث. ويوجد بجانب الصندوق فتحات تسمح للممرضات برعاية جسد المريض.
الرئة الحديدية ما زالت مستخدمة بشكل نادر وبالذات في عنابر شلل الأطفال في إنجلترا وفي بعض البيوت، وتوجد محاولات لصناعة بديل عصري يشبه الدرع ليستخدم من قبل مرضي شلل عضلات التنفس.

### التنفس الصناعي إيجابي الضغط
تطور التنفس الصناعي إيجابي الضغط يعود إلي التكنولوجيا التي أستخدمت في تزويد الطيارين بالأكسجين في الحرب العالمية الثانية. وبدأ أستخدامها بشكل واسع مع وباء شلل الأطفال في الخمسينات الذي أصاب المنطقة الأسكندنافية والولايات المتحدة، مما أدي انخفاض كبير في وفيات المرضي بفشل التنفس.
ويعتمد هذا الشكل من التنفس الصناعي علي تركيب أنابيب بلاستيكية في القصبة الهوائية للمريض وتقوم ماكبنة بضخ الهواء مختلطا بالأوكسجين لداخل رئة المريض فتنتفخ الرئة الشهيق، ثم السماح بعد ذلك للهواء بالخروج فتعود الرئة لحجمها السابق الزفير.

## دواعي استخدام التنفس الصناعي
يستخدم التنفس الصناعي عموما في حالتين:
الحالة الأولي : خلال العمليات الجراحية الكبرى التي تتطلب تخديرا كليا وربما شل متعمد للعضلات، وبالتالي يكون المريض غير قادر علي القيام بوظائف التنفس مما يستلزم استخدام التنفس الصناعي خلال العملية الجراحية وفي بعض لحالات (عمليات القلب والصدر والعمليات الكبرى مثل زراعة الكبد) بعد خروج المريض من غرفة العمليات في وحدة العناية المركزة وذلك لحين استرداد المريض لوعيه بالكامل واستطاعته القيام بوظائف التنفس بدون صعوبة.
الحالة الثانية : فشل وظائف التنفس أي عندما يكون التنفس الطبيعي غير كافي للاستمرار الحياة، وفي هذه الحالة يكون جهاز التنفس الصناعي مساندا للتنفس وليس علاجا ويستمر هذا السند مادامت هناك حاجة له وذلك حتى شفاء المرض الذي أدي إلي فشل وظائف الرئة.

### الأسباب الشائعة لاستخدام التنفس الصناعي
1- متلازمة العسرة التنفسية الحادة ARDS: هي حالة خطرة تهدد الحياة، حيث يحدث التهاب بنسيج الرئة وتجمع لسائل في الأسناخ الرئوية (الحويصلات الهوائية) مما يؤدي إلى انخفاض خطير مستوى الأكسجين بالدم، وفيها يتم استخدام مستويات مرتفعة من ضغط نهاية الزفير الإيجابي مع عوامل أخرى.
2- انقطاع التنفس: يحدث عندما يقف تنفس المريض بسبب أنواع معينة من السموم أو بسبب مرض عصبي أو عضلي .
3- انسداد الطرق الهوائية المزمن COPD: هو مرض شائع , ينتج غالباً عن التدخين المزمن، والذي يؤدى إلى رد فعل التهابي للطرق الهوائية الصغيرة نتيجة التعرض لغازات وجزيئات سامة (مثل دخان السجائر)، ينتج عنه ضيق هذه الشعب وحبس الهواء داخل الحويصلات الهوائية، مما يؤدي إلي تعطلها.
وكل هذا يؤدي إلي قصور تدفق الهواء في الرئتين وقصور في وظائف التنفس (فشل تنفسي من النوع الثاني). وهذا القصور يتزايد تدريجيا وهو غير قابل للرجوع كلياً بواسطة الأدوية الموسعة للشعب الهوائية.
4-حالات عوز الأكسجين: أي انخفاض نسبة (ضغط) الأكسجين بالدم أقل من 55 ملم زئبق برغم إعطاء أكسجين عبر الاستنشاق من الفم والأنف.
وتحدث هذة المشكلة كمضاعفة خطيرة جداً للكثير منأمراض الجهاز التنفسي (مثل ذات الرئة ورضوح الرئة والانصمام الرئوي) وأيضاً نتيجة فشل عضلة القلب  أو الارتشاح الرئوي.
وهذه الحالة المهددة للحياة (يطلق عليها فشل تنفسي من النوع الأول)، ينتج عنها قصور في إيصال الأكسجين لأعضاء الجسد المختلفة (مثل المخ والقلب والكلي والكبد) مما يؤدي إلي اختلال وظائف الأعضاء وربما تلفها لو لم يتم علاج هذا النقص بالشكل والسرعة الملائمين.
5- حالات قصور الدورة الدموية والصدمة : مثل الصدمة النزفية والصدمة الإنتانية والصدمة القلبية.
6-حالات الارتفاع في نسبة ثاني أكسيد الكربون : عادةً ما يصاحبها انخفاض في نسبة الأكسجين (يطلق عليها فشل تنفسي  من النوع الثاني). وتحدث نتيجة قصور في تدفق الهواء خلال التنفس أما لضيق الشعب الهوائية (مثل انسداد الشعب الهوائية المزمن أو الربو الشعبي الحاد أو الانسداد المزمن لمجرى الهواء العلوي) أو لضعف عضلات التنفس أو الأعصاب المتحكمة في هذه العضلات.